# San Javier (Misiones)
San Javier ist die Hauptstadt des Departamento San Javier in der Provinz Misiones im Nordosten Argentiniens. Sie liegt am Ufer des Río Uruguay gegenüber der brasilianischen Stadt Porto Xavier. Ihre Entfernung zur Provinzhauptstadt Posadas beträgt 132 Kilometer. In der Klassifikation der Gemeinden der Provinz gehört der Ort zu den Gemeinden der 2. Kategorie.

## Geschichte
San Javier ist eine Gründung der Jesuiten aus dem Jahre 1629.

## Wirtschaft
Die Landwirtschaft ist der Haupterwerbszweig. Der Ort ist der größte Zuckerrohrproduzent der Provinz und verfügt über eine im Jahre 1961 gebaute Zuckerrohrfabrik. Weitere Anbauprodukte sind Tee, Maniok, Tabak und Mate.

## Tourismus
Während der Osterwoche ist San Javier Ziel von Wallfahrern aus Misiones, Corrientes, Paraguay und Brasilien, die Kapelle und Golgota des Cerro Monje aufsuchen.